# 蒙古族音乐
蒙古族音乐气势辽阔，民歌主要分为长调和短调两种。
长调流行于内蒙古草原牧区，其旋律舒展，起伏跌宕，有草原的辽阔气象，大气磅礴，节奏自由，多用颤音和上滑音，一般由两个乐句组成，经常使用“啊，呵依”等拟声字。著名的曲目如《赞歌》等，伴奏多用马头琴（морин хуур）、四胡和火不思等。
短调也被称为短歌，流行于内蒙古东南及辽宁等半农半牧地区，旋律优美抒情，节奏紧凑，多用切分音，伴奏多用三弦、四胡等乐器。
蒙古族歌唱还有一种特殊的呼麦唱法，一个人的喉咙中可以同时发出两种不同音高的声音，几个人合唱音色更为复杂。